# 肉末焼餅
肉末焼餅（ロウモーシャオピン、繁体字: 肉末燒餅; 簡体字: 肉末烧饼）は、小麦粉をこねて焼いたパンの一種「焼餅」の中に、そぼろを詰めた食べ物で、北京料理のひとつである。

## 歴史
中国で焼餅の間に肉を挟んで食べることは、古くから華北地方の民間で広く行われている。北魏の『斉民要術』9巻にも「作燒餅 五 法 麵一斗 羊肉二斤 葱白一合 豉汁及鹽 熬令熟 炙 六 之 麵當令起」と焼餅の説明に、羊肉とネギを煮込んで用意するとあり、組み合わせて食べる事が行われていたことが分かる。現在も、陝西省西安市などのジアモー（繁体字: 夾饃; 簡体字: 夹馍; 拼音: jiāmó）は煮込んだ肉を挟む料理であり、北京でも羊肉や牛肉を焼餅に挟んで食べることは一般的である。
一方で、現在の肉末焼餅の起源は、北京の宮廷料理にあるともいわれる。これは、この料理が満漢全席のメニューのひとつであることと、清朝の西太后が大好物にしていたと言われることによる。現在でも、宮廷料理の再現を売り物にした北京市内の料理店「仿膳飯莊」（仿膳饭荘）の名物料理となっている。

## 作り方

### 焼餅
焼餅は、小麦粉に砂糖と塩、サラダ油、酵母を加えてぬるま湯でこねた発酵生地を使う。一次発酵させた生地を小さく切り分け、7-8cmの円形に伸ばす。そして、別に小さな団子状に丸めた生地に油を塗って、伸ばした生地で包子の餡を包むときのようにくるむ。表面にシロップを塗って白胡麻をまぶし、二次発酵させたら、鉄板やフライパンで焦げ目をつけて蒸し焼きにする。中に団子状の生地を包んであるので、食べるときに団子を取り出せば中に空洞ができる。

### 肉末
中に詰めるそぼろ（肉末、ロウモー）は主に、豚肉、タケノコ、ネギ、ショウガを炒めて作る。豚肉に代えて牛肉や羊肉を使う例もあるが、単に「肉末」というと豚肉が材料となる。
中国語でユーランピエン（繁体字: 玉蘭片; 簡体字: 玉兰片; 拼音: yùlánpiàn）と呼ばれる干したタケノコを水で戻し、みじん切りにする。豚肉は中華包丁で細かく叩き切るが、代わりに挽き肉を使っても良い。
中華鍋でタケノコと豚肉を炒め、軽く火が通ってから、醤油と砂糖で甘辛く味付けし、刻みネギとショウガを加えて仕上げる。

### 食べ方
食べる時には、まず、焼餅を素手かナイフで上下に割り、中の団子状の柔らかい部分を取りだして、中空の空心餅（コンシンピン、kōngxīn bǐng）にする。できた空洞に肉末（そぼろ）を詰め、食べる。取り出した団子も、冷めないうちに食べる。

## 参考資料
- ウー・ウェン『ウー・ウェンの北京小麦粉料理』（高橋書店、2003年）